# Who We Be
«Who We Be» — пісня американського репера DMX, випущена 25 вересня 2001 року як другий сингл із його четвертого альбому The Great Depression (2001). Пісня посіла 60 місце в Billboard Hot 100. Він був номінований на премію «Греммі» за найкраще сольне реп-виконання, але програв «Get Ur Freak On» Міссі Елліотт.

## Трек-лист
1. "Who We Be" (Radio Edit)
2. "We Right Here" (Radio Edit)
3. "Who We Be" (Explicit Album Version)

## Чарти
| Чарт (2001)                               | Найвища позиція |
| ----------------------------------------- | --------------- |
| Ірландія (IRMA)                           | 38              |
| Шотландія (Official Charts Company)       | 48              |
| Велика Британія (UK R&B Chart)            | 6               |
| Велика Британія (Official Charts Company) | 34              |
| США (Billboard Hot 100)                   | 60              |
| США (Hot R&B/Hip-Hop Songs) (Billboard)   | 16              |
| США (Rap Songs) (Billboard)               | 10              |
| США (Rhythmic) (Billboard)                | 25              |